# 蔡园镇
蔡园镇，是中华人民共和国河北省唐山市迁安市下辖的一个乡镇级行政单位。

## 行政区划
蔡园镇下辖以下地区：
蔡园村、北屯村、大杨庄村、李庄子村、好树店村、张家窑村、刘湾子村、靠山村、灵山村、小杨庄村、马官营村、玄家洼村、蔡家洼村、二郎庙村、玄安子村、吴官营村、小石岭村、王李庄村、小蔡庄村、孟官营村、刘庄子村、新庄村、朱庄子村、杨官营村、横山子村和小店村。